# Eugène Antoniadi
Eugène Michel Antoniadi (1 de març de 1870 - 10 de febrer de 1944) va ser un astrònom francès de pares grecs, conegut per haver desmuntat la hipòtesi dels canals de Mart.

## Biografia
Antoniadi va néixer a Istanbul, però a passar la major part de la seva vida a França, on va ser convidat per Camille Flammarion.
Va esdevenir un Fellow de la Royal Astronomical Society el 10 de febrer de 1899, i el 1890 va ser un dels membres fundadors de la British Astronomical Association (BAA). El 1891 seria nomenat membre de la Société astronomique de France (SAF). El 1892, va unir-se a la secció de Mart de la BAA i en va esdevenir el seu director el 1896.
El 1893, Flammarion va contractar Antoniadi per treballar d'astrònom ajudant al Camille Flammarion Observatory, ubicat a Juvisy-sur-Orge. Hi va treballar durant nou anys, fins que el 1902 va deixar l'observatori Juvisy i la SAF. Antoniadi tornaria a la SAF el 1909. Aquell mateix any, Henri Deslandres, director de l'Observatori de Meudon, li va proporcionar accés al Gran Refractor de Meudon.
No va ser fins al 1898 quan es va poder avançar en una veritable explicació sobre les marques a les àrees ombrejades en Mart. La polèmica sobre els canals de Mart va durar fins que a partir de 1903, Antoniadi va poder utilitzar el telescopi de 83 centímetres (33 polzades) d'obertura de l'Observatori de Meudon, el major telescopi de l'època. Durant l'oposició de Mart de 1909, Antoniadi va poder per fi resoldre el misteri dels suposats canals de Mart, podent afirmar que aquests no eren més que una simple il·lusió òptica que es devia a la complicada geografia de la superfície de Mart, amb les seves diferents àrees brillants i fosques. Poc després, observadors dels Estats Units, i fins i tot un defensor de la teoria dels canals com va ser George Sano, va haver de donar la raó a les observacions d'Antoniadi, la qual cosa li va donar una gran reputació a nivell mundial com a observador, ja que havia demostrat la no existència de canals en Mart.
El 1930, Antoniadi va publicar La planète Mars, en el qual presentava un resum de la topografia de Mart, donant un gran pas endavant en la recerca sobre aquest planeta.
Antoniadi va ser també un gran observador de Mercuri i de Venus. La seva obra de 1934 La planète Mercure et la rotation des satellites, va ser publicada després de dues dècades d'observacions, contenia el millor i més detallat mapa topogràfic de Mercuri de l'època pre-espacial, basat en la hipòtesi de Giovanni Schiaparelli, que argumentava que aquests planetes sempre tenen la mateixa cara orientada cap al Sol. No va ser fins al 1965, quan es va descobrir que Mercuri no té una òrbita síncrona, sinó que està en una ressonància orbital 2:3. Antoniadi va intentar descobrir el perquè dels enfosquiments locals en la superfície de Mercuri, i va pensar que podrien deure's a material fi en suspensió que es trobava en l'atmosfera del planeta.

## L'escala Antoniadi
La nomenclatura que l'astrònom va adoptar per a la cartografia dels planetes encara es fa servir avui. Ha donat nom a l'anomenada "escala Antoniadi" o "seeing", que mesura la qualitat de les condicions d'observació i en la qual la numeració va d'I (perfecta) a V (pèssima).
- I - Observació visual perfecta - Sense tremolors.
- II - Observació visual correcta - Lleugeres ondulacions, però amb calmes d’uns segons.
- III - Observació visual moderada - Tremolors importants.
- IV - Observació visual deficient - Ondulacions constants.
- V - Observació visual molt deficient: el tremolor difícilment permet la realització d’un simple esbós.

## Publicacions destacades
Antoniadi va ser un autor prolífic (L'Astrophysics Data System llista prop de 230 publicacions pròpies o coautories). Els temes incloïen astronomia, història i arquitectura. Freqüentment va escriure articles per a la revista L'Astronomie de la Société astronomique de France, Astronomische Nachrichten, i pel Monthly Notices of the Royal Astronomical Society, entre d'altres.
Entre les seves publicacions destaquen:
- Sur une Anomalie de la phase dichotome de la planète Vénus (Paris: Gauthier-Villars, (s. d.)).[8]
- La planète Mars, 1659-1929 (Paris: Hermann & Cie, 1930).[9]
- La Planète Mercure et la rotation des satellites. Etude basée sur les résultats obtenus avec la grande lunette de l'observatoire de Meudon (Paris: Gauthier-Villars, 1934).[10]

## Premis i reconeixements
- 1925 - Premi Jules Janssen de la Société astronomique de France.[4]
- 1926 – Premi Guzman de l'Académie des Sciences.[4]
- 1932 - Premi La Caille de l'Académie des Sciences.[4]
- 1970 - El cràter lunar Antoniadi (el més profund del satèl·lit) porta aquest nom en el seu honor, atorgat per la International Astronomical Union.
- 1973 - La Unió Astronòmica Internacional va acordar posar el nom Antoniadi a un cràter del planeta Mart.[11]
- 1976 - Antoniadi Dorsum de Mercuri, també duu el seu nom, a proposta de la International Astronomical Union.

## Llegat
L'abast de l'obra d'Antoniadi ha estat redescoberta des del 2005, quan es van reunir els seus documents de treball i la seva correspondència deixats a Meudon, creant el "fons Antoniadi".
Les seves notes de recerca es troben a la British Astronomical Association i a la Royal Astronomical Society de Londres, a l'Observatori Lowell d’Arizona i a la Universitat Vanderbilt de Tennessee. Les seves observacions astronòmiques realitzades a l’observatori de Juvisy-sur-Orge encara es conserven al mateix observatori.